# Fordwich
Ne doit pas être confondu avec Fordwich (Ontario).
Fordwich est la plus petite commune d'Angleterre avec une population d'environ 300 habitants. Elle se situe dans le Kent, sur la Stour, au nord-est de Canterbury.
La ville s'est développée vers le Moyen Âge comme port d'attache pour les bateaux remontant la rivière et se dirigeant vers Canterbury. Cette ville était initialement peuplée de maçons et de tailleurs de pierre, la rivière Stour ayant servi à transporter toutes les pierres de taille en provenance des pays de la Loire afin de construire la cathédrale de Canterbury, dès 1103. En 1880, elle perd son statut de ville par l'absence de maire. Elle devient plus tard un "membre" des Cinque Ports.
En 1972, elle reprend son statut de ville en hommage à son importance passée.
L'hôtel de ville est le plus petit d'Angleterre par sa hauteur et sa surface, a été reconstruit en 1555. On peut aujourd'hui encore s'y marier.
Fordwich est également connu comme étant la ville originaire d'un grand poisson légendaire (selon Izaak Walton) : la truite de Fordwich.

## Politique et administration

### Jumelage
Aire-sur-la-Lys (France)